# إدوارد أوين
إدوارد أوين (بالإنجليزية: Edward Owen)‏ هو لاعب تنس الطاولة أمريكي، ولد في 18 يوليو 1946، وتوفي في 1 أغسطس 2008.

## روابط خارجية
- إدوارد أوين على موقع Paralympic.org (الإنجليزية)